# 제19회 서울국제사랑영화제
제19회 서울국제사랑영화제는 2022년 9월 27일에 열린 시상식이다.

## 수상 및 후보

### 아가페 초이스
- 미라클 - 보그단 죠지 아페트리
- 샤부 - 샤미라 라파엘라
- 베라의 바다 - 칼트리나 크라스니키
- 디 아더 톰 - 로라 산툴로 외 1명
- 아메리칸 라티나 - 다미아노 디노첸초
- 빨간머리 앤 : 그린게이블로 가는 길 - 다카하타 이사오

### 미션 초이스
- 타이슨의 마라톤 - 킴 베스

### 아가페의 눈
- 브로커 - 고레에다 히로카즈
- 가버나움 - 나딘 라바키

### SIAFF 특별전
- 아버지의 땅 - 매튜 코슈몰
- 내가 걷는 이유 - 스테판 아르세니예비치
- 올가 - 엘리 그레이프
- 우리 학교 - 김명준
- 마치 온 워싱턴 & 오픈 암 - 제이슨 존슨

### 필름포럼 초이스
- 동행: 10년의 발걸음 - 이재호
- 뮤직 바이 시아 - 시아